# Fortunat Lumu
Professeur Fortunat Lumu Badimbayi-Matu a été le commissaire général à l’énergie atomique du Congo-Kinshasa. En mars 2007, il est arrêté car soupçonné d’être impliqué dans un réseau de vente illégale d’uranium agissant en Grande-Bretagne, Afrique du Sud et les Seychelles,.
Il est interpellé et incarcéré en même temps qu’un autre professeur de l’UNIKIN, Mayani Mbutyabo, le 5 mars 2007, pour la disparition des barres d'uranium et des casques au Centre régional de l'énergie atomique de Kinshasa (Cren-K). Ils sont ensuite transférés le 8 mars au parquet.